# Arquidiócesis de Tours
La arquidiócesis de Tours (en latín: Archidioecesis Turonensis y en francés: Archidiocèse de Tours) es una circunscripción eclesiástica de la Iglesia católica en Francia. Se trata de una arquidiócesis latina, sede metropolitana de la provincia eclesiástica de Tours. Desde el 4 de noviembre de 2019 su arzobispo es Vincent Alexandre Édouard Élie Jordy.

## Territorio y organización

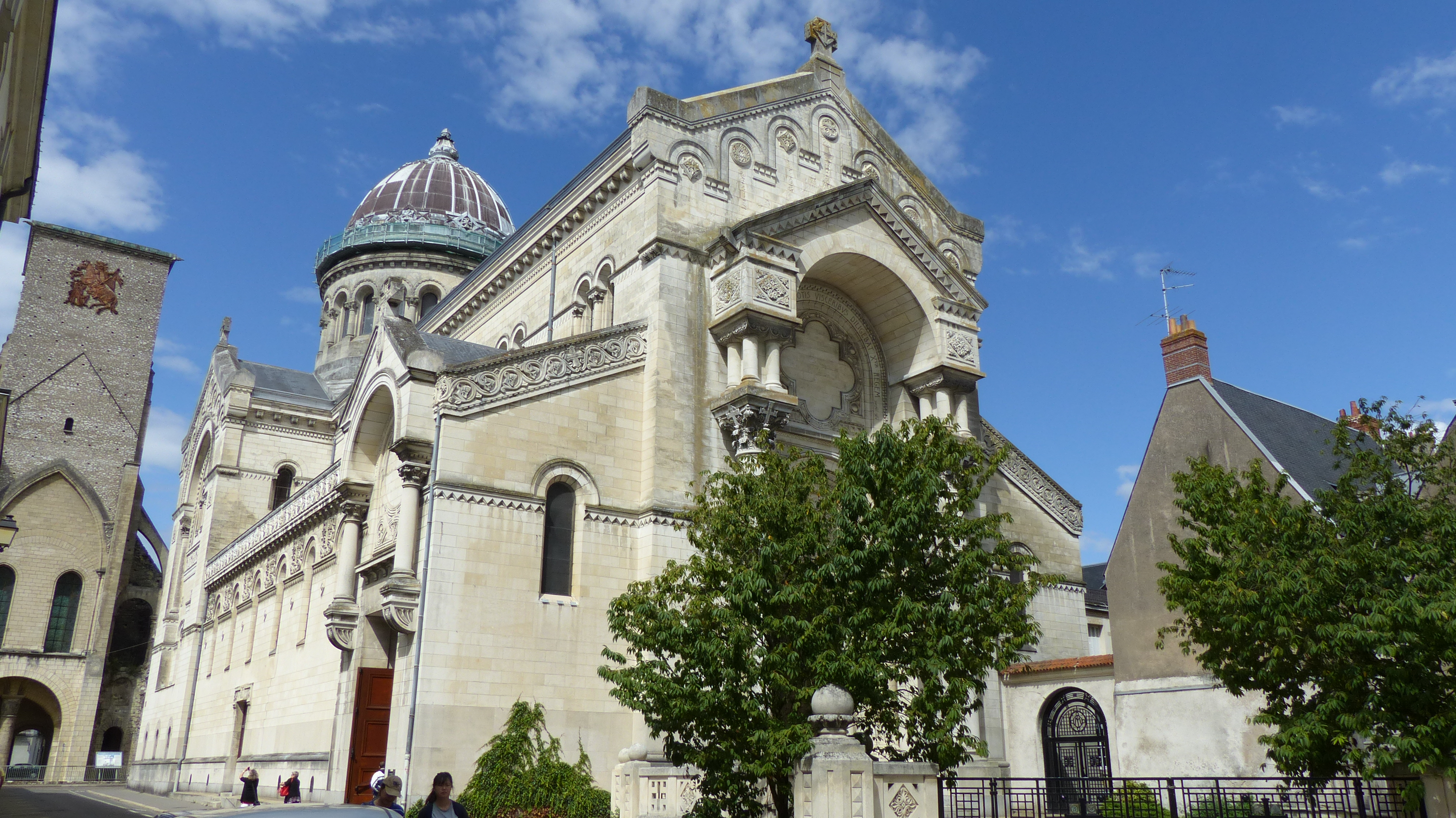
Basílica de San Martín de Tours, en Tours

La arquidiócesis tiene 6127 km² y extiende su jurisdicción sobre los fieles católicos de rito latino residentes en el departamento de Indre y Loira en la región de Centro-Valle del Loira.

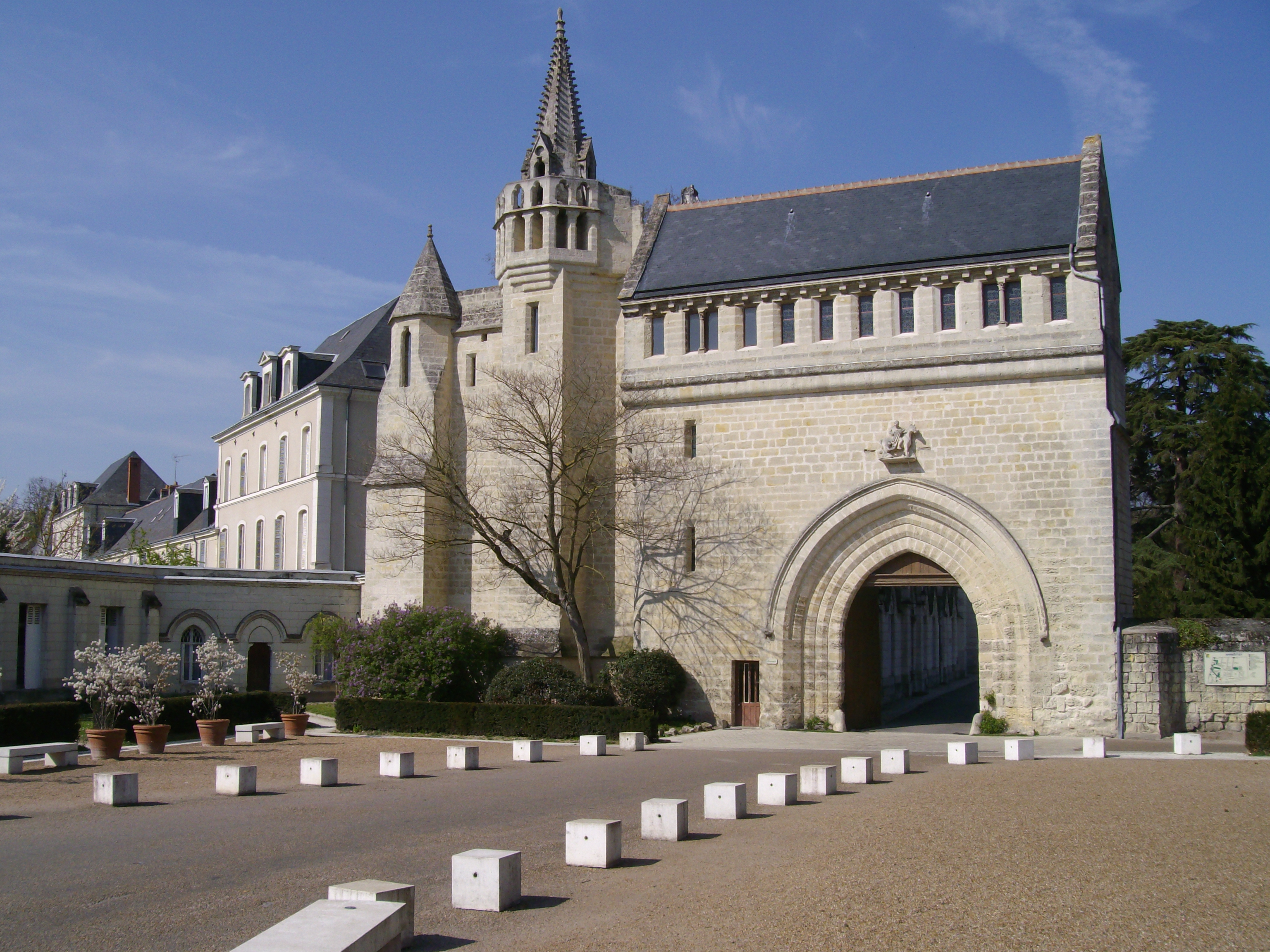
Abadía de Marmoutier

La sede de la arquidiócesis se encuentra en la ciudad de Tours, en donde se halla la Catedral de San Gaciano y la basílica de San Martín de Tours, que alberga la tumba de san Martín de Tours.

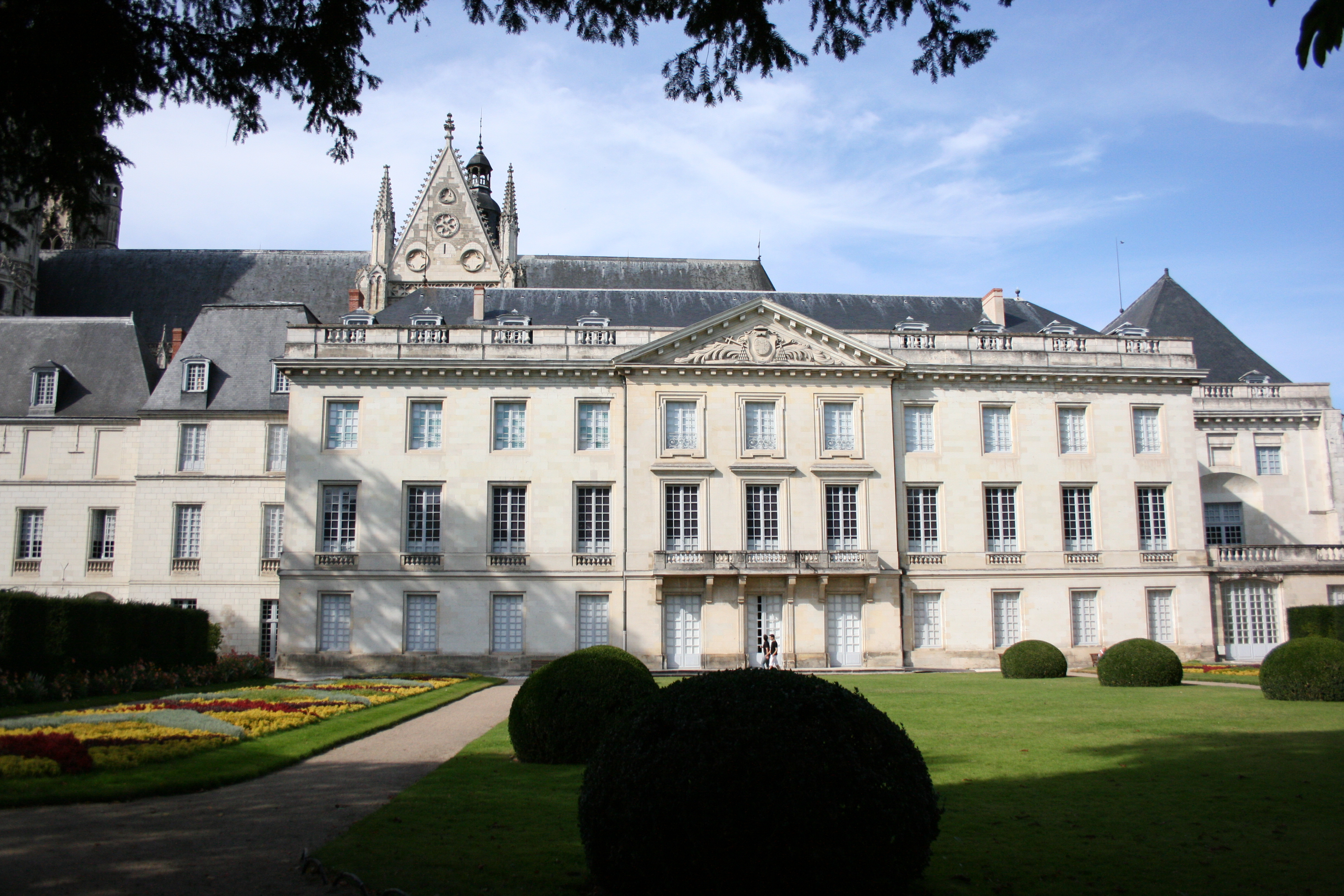
Antiguo palacio arzobispal de Tours, actualmente sede del Museo de Bellas Artes

La arquidiócesis tiene como sufragáneas a la arquidiócesis de Bourges y las diócesis de Blois, Chartres y Orleans.

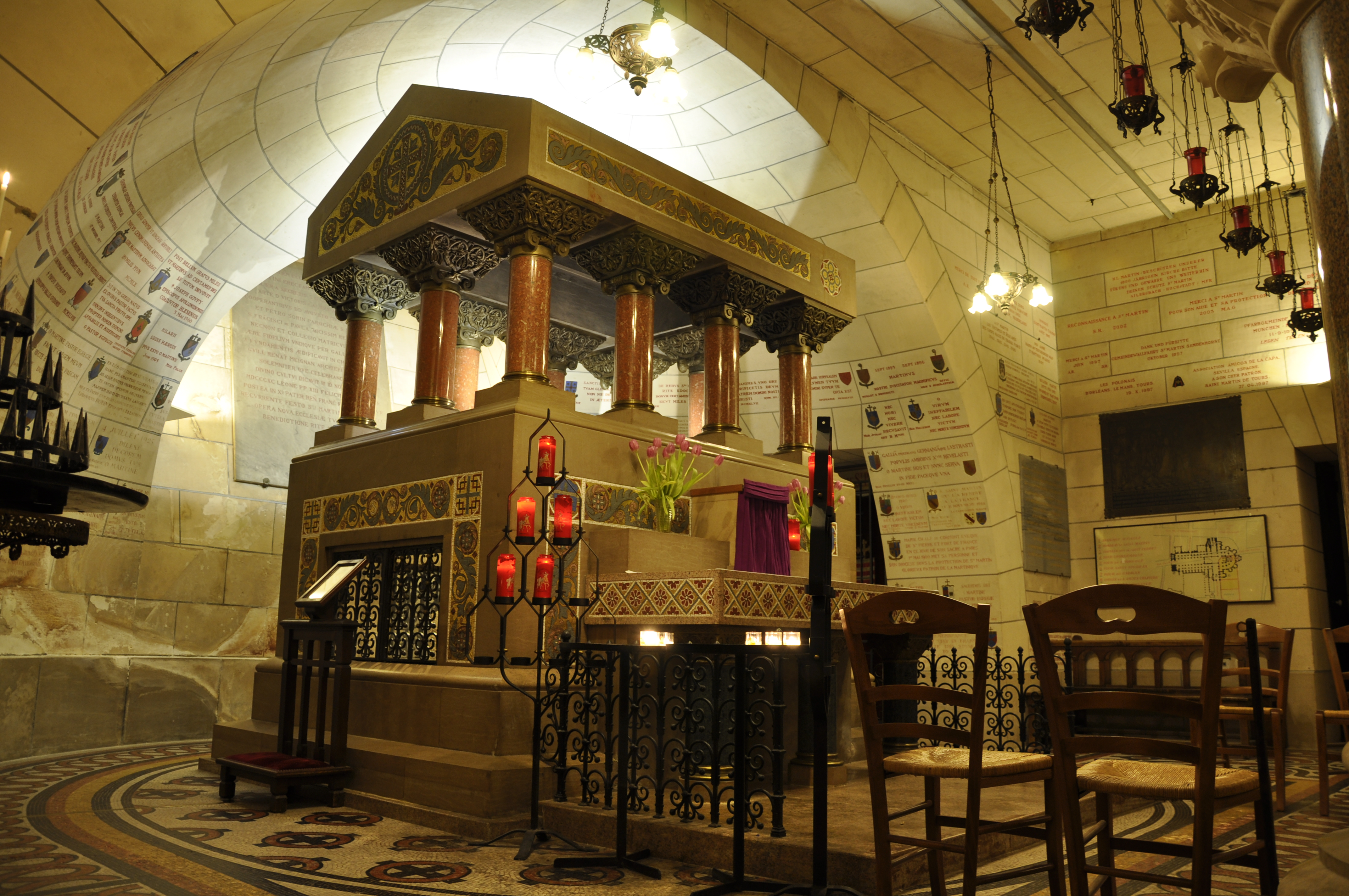
Tumba de san Martín de Tours en la basílica del mismo nombre, construida en el sobre las ruinas de la antigua abadía construida en el

En 2022 en la arquidiócesis existían 39 parroquias agrupadas en 6 decanatos desde el 1 de septiembre de 2018: Amboise, Chinon, Loches, Tours Centre, Tours Nord y Tours Sud.

## Historia
La diócesis de Tours fue erigida en el siglo III. El primer obispo, documentado por san Gregorio, fue san Gaciano(Saint Gatien), que vivió en la segunda mitad del siglo. El testimonio de san Gregorio permite reconstruir una serie episcopal ininterrumpida desde el inicio mismo de la fundación de la diócesis; entre los obispos se recuerdan algunos santos que entraron en la tradición universal del catolicismo, como san Martín o el propio san Gregorio, conocido en particular por su fundamental Historia Francorum.
Caesarodunum, capital del pueblo celta de los túronos, fue una civitas y capital de la provincia romana de Galia Lugdunense III, como lo demuestra la Notitia Galliarum de principios del siglo V. Desde el punto de vista religioso, además del civil, Tours se convirtió en la sede metropolitana y la provincia eclesiástica, como la civil, incluía las siguientes diócesis sufragáneas: Le Mans, Rennes, Angers, Nantes, Quimper (dioecesis Coriosolitum o Coriosopitum), Vannes y Léon (dioecesis Osismorum).
Según Louis Duchesne, la provincia eclesiástica de Tours ya está atestiguada con certeza y en funcionamiento desde mediados del siglo V; en particular, los ocho obispos de la provincia se reunieron en los concilios de Angers en 453 y en el de Vannes hacia 465. Tras la conquista bretona de Bretaña y las fundaciones de Nominoe (siglo IX), la provincia eclesiástica turonesa se amplió con las diócesis de Dol, Saint-Brieuc, Tréguier y Aleth (posteriormente Saint-Malo).
A partir del siglo IX la autoridad del metropolitano de Tours entró en crisis por los intentos de los reyes bretones de crear una provincia eclesiástica autónoma de Bretaña con la erección de Dol como arquidiócesis. Los conflictos de jurisdicción duraron hasta finales del siglo XII, cuando, con la bula Licet primum del 1 de junio de 1199, el papa Inocencio III estableció definitivamente que sólo Tours era sede metropolitana y que de ella dependían todas las diócesis bretonas.
El capítulo de Tours es el capítulo más antiguo de Francia y se remonta al episcopado de san Baudin, a mediados del siglo VI.
Durante la Edad Media la sede de Tours tuvo un gran prestigio y en una carta a Carlos el Calvo, el papa Adriano II la consideró la segunda diócesis francesa en importancia. Este prestigio se debía sobre todo a la presencia de la basílica de San Martín, centro religioso de primordial importancia, alrededor del cual ya se había levantado antes de mediados del siglo VI un monasterio benedictino. Alcuino, que vivió entre los siglos VIII y IX, fundó una escuela que copiaba y transmitía antiguos manuscritos sagrados y profanos.
En la Edad Media se celebraron importantes concilios regionales en Tours. El primero que se recuerda es el celebrado en noviembre de 461, en el que participaron no sólo algunos obispos de Lugdunense III, sino también otros obispos que habían acudido a Tours para la fiesta de san Martín, entre ellos León de Bourges y Germano de Ruan. Otros concilios se celebraron en 567, 755 (donde se recomendó fijar el inicio del año según el calendario en Pascua), 813 , 1055 y 1163. Pronto las decisiones de los concilios de Tours adquirieron autoridad en toda Francia y pasaron a formar parte de los libri canonum, que eran la base del derecho canónico de la Iglesia.
A mediados del siglo  la invasión normanda marcó una crisis en la vida de la arquidiócesis. El cuerpo de san Martín fue trasladado a Auxerre en 853 y un ejército de 6000 hombres fue enviado para obtener su devolución en 884. La abadía de San Martín tenía abades laicos desde 845, ya que el título de abadía fue asumido hereditariamente por los duques de Francia, que se convirtieron en reyes con Hugo Capeto en 987.
En 1096 la peregrinación a la tumba de san Martín realizada por el papa Urbano II fue la primera de una larga serie de peregrinaciones papales que continuaron en el siglo XII: Pascual II en 1107, Calixto II en 1119, Inocencio II en 1130 y Alejandro III en 1163 llegaron todos a Tours para venerar las reliquias. Fue en Tours donde Alejandro III excomulgó al antipapa Víctor IV.
A partir de 1170, bajo el arzobispo Joscion, se emprendió la construcción de la catedral gótica, dedicada a san Gaciano en 1356, que fue terminada en 1547.
Otra abadía importante de Tours fue la de Marmoutier, construida por san Martín en las afueras de la ciudad, cerca de las cuevas donde san Gaciano había celebrado misa. La abadía fue devastada por los normandos, que mataron a 120 de los 140 monjes. Posteriormente la abadía volvió a surgir, hasta el punto de que en el siglo XI tenía 101 sucursales, de las cuales 10 en Inglaterra.
En 1562 la abadía de Marmoutier fue saqueada por los hugonotes, que ese mismo año quemaron también las reliquias de san Martín conservadas en la basílica del mismo nombre. Sólo se conserva parte del cráneo y un brazo.
Durante la Revolución francesa la abadía de San Martín fue destruida casi por completo, pero fue reconstruida en el siglo XIX por iniciativa del arzobispo cardenal Guillaume-René Meignan.
Tras el concordato mediante la bula Qui Christi Domini del papa Pío VII del 29 de noviembre de 1801, la metrópolis de Tours quedó reducida por la supresión de las diócesis de Dol, Saint-Pol-de-Léon, Saint-Malo y Tréguier. En 1855, la nueva diócesis de Laval se convirtió en sufragánea de Tours. Una nueva reducción de la provincia eclesiástica de Tours se produjo en 1859, cuando Rennes fue erigida como sede metropolitana, eliminando de Tours las diócesis bretonas de Vannes, Quimper y Saint-Brieuc.
Tras la reorganización de las circunscripciones eclesiásticas francesas, a partir del 8 de diciembre de 2002 la metrópolis de Tours se transformó completamente, asignando a la provincia eclesiástica sedes diocesanas que nunca, en la historia de Tours, habían sido sufragáneas.

## Estadísticas
Según el Anuario Pontificio 2023 la arquidiócesis tenía a fines de 2022 un total de 502 000 fieles bautizados.
| Año                                                                             | Población | Población | Población      | Sacerdotes | Sacerdotes | Sacerdotes | Católicos por sacerdote | Diáconos permanentes | Religiosos | Religiosos | Parroquias y cuasiparroquias |
| Año                                                                             | Católicos | Total     | % de católicos | Total      | Diocesanos | Regulares  | Católicos por sacerdote | Diáconos permanentes | Masculinos | Femeninos  | Parroquias y cuasiparroquias |
| ------------------------------------------------------------------------------- | --------- | --------- | -------------- | ---------- | ---------- | ---------- | ----------------------- | -------------------- | ---------- | ---------- | ---------------------------- |
| 1950                                                                            | 274 620   | 350 000   | 78.5           | 341        | 321        | 20         | 805                     |                      | 40         | 1004       | 295                          |
| 1970                                                                            | ?         | 436 124   | ?              | 321        | 273        | 48         | ?                       |                      | 71         | 1054       | 296                          |
| 1980                                                                            | 423 030   | 486 884   | 86.9           | 264        | 218        | 46         | 1602                    | 1                    | 67         | 805        | 300                          |
| 1990                                                                            | 453 000   | 520 000   | 87.1           | 217        | 171        | 46         | 2087                    | 9                    | 62         | 720        | 300                          |
| 1999                                                                            | 436 400   | 545 500   | 80.0           | 181        | 144        | 37         | 2411                    | 15                   | 45         | 523        | 82                           |
| 2000                                                                            | 426 023   | 568 031   | 75.0           | 180        | 144        | 36         | 2366                    | 15                   | 43         | 501        | 81                           |
| 2001                                                                            | 414 662   | 568 031   | 73.0           | 171        | 141        | 30         | 2424                    | 15                   | 38         | 485        | 77                           |
| 2002                                                                            | 420 042   | 554 345   | 75.8           | 165        | 133        | 32         | 2545                    | 14                   | 41         | 489        | 77                           |
| 2003                                                                            | 385 030   | 554 003   | 69.5           | 152        | 126        | 26         | 2533                    | 16                   | 35         | 449        | 77                           |
| 2004                                                                            | 347 456   | 560 413   | 62.0           | 143        | 122        | 21         | 2429                    | 16                   | 29         | 429        | 76                           |
| 2010                                                                            | 503 000   | 597 724   | 84.2           | 117        | 102        | 15         | 4299                    | 21                   | 20         | 387        | 44                           |
| 2014                                                                            | 501 600   | 607 000   | 82.6           | 118        | 88         | 30         | 4250                    | 27                   | 33         | 331        | 41                           |
| 2017                                                                            | 498 800   | 604 000   | 82.6           | 101        | 79         | 22         | 4938                    | 24                   | 26         | 223        | 39                           |
| 2020                                                                            | 500 900   | 606 511   | 82.6           | 99         | 80         | 19         | 5059                    | 27                   | 25         | 173        | 39                           |
| 2022                                                                            | 502 000   | 608 390   | 82.5           | 95         | 72         | 23         | 5284                    | 30                   | 28         | 146        | 39                           |
| Fuente: Catholic-Hierarchy, que a su vez toma los datos del Anuario Pontificio. |           |           |                |            |            |            |                         |                      |            |            |                              |